# Abax morio
Abax morio är en skalbaggsart som beskrevs av Pierre François Marie Auguste Dejean. Abax morio ingår i släktet Abax och familjen jordlöpare. Inga underarter finns listade i Catalogue of Life.